# Jan Wróblewski (Musiker)

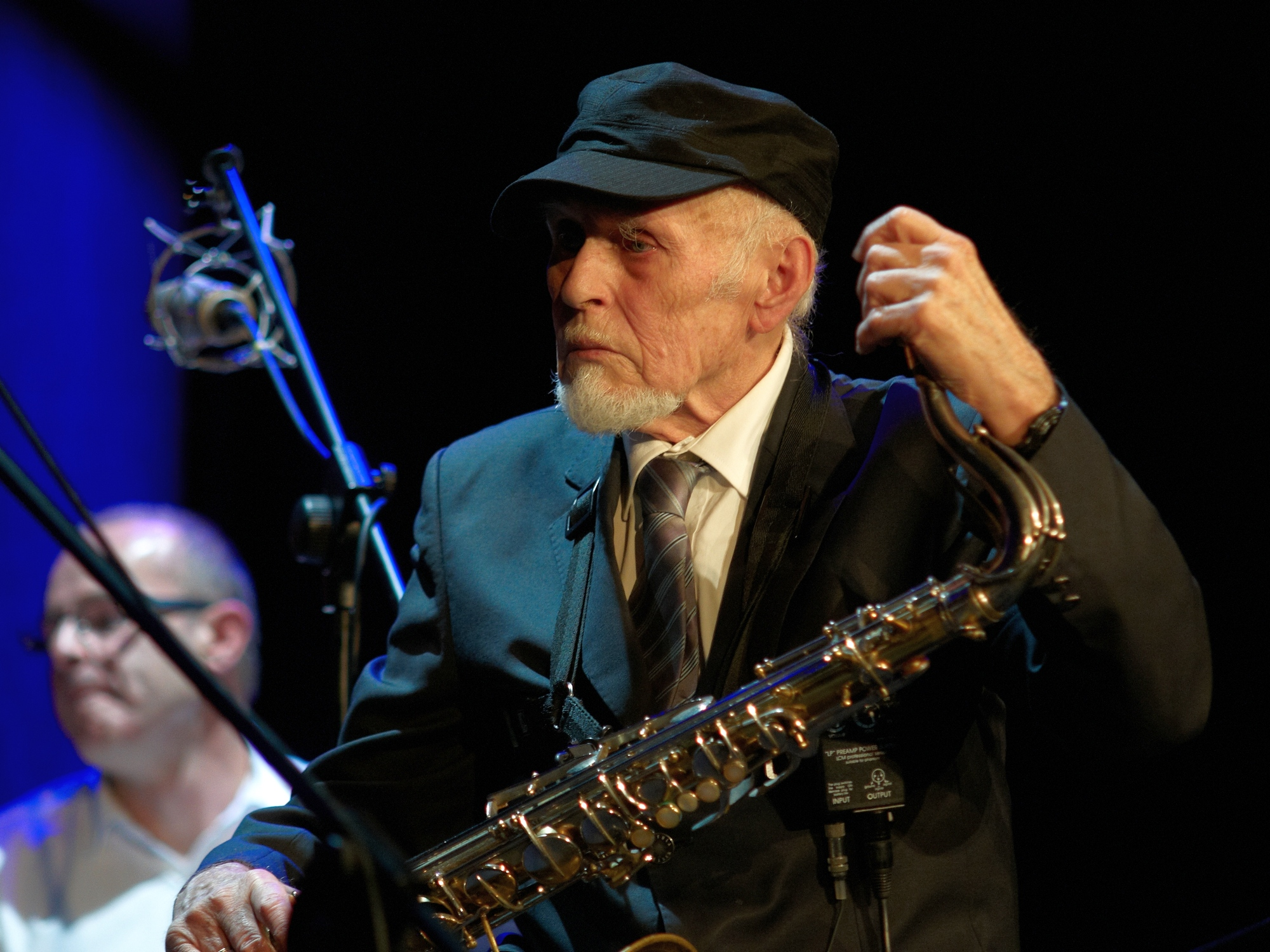
Jan Wróblewski (2013)

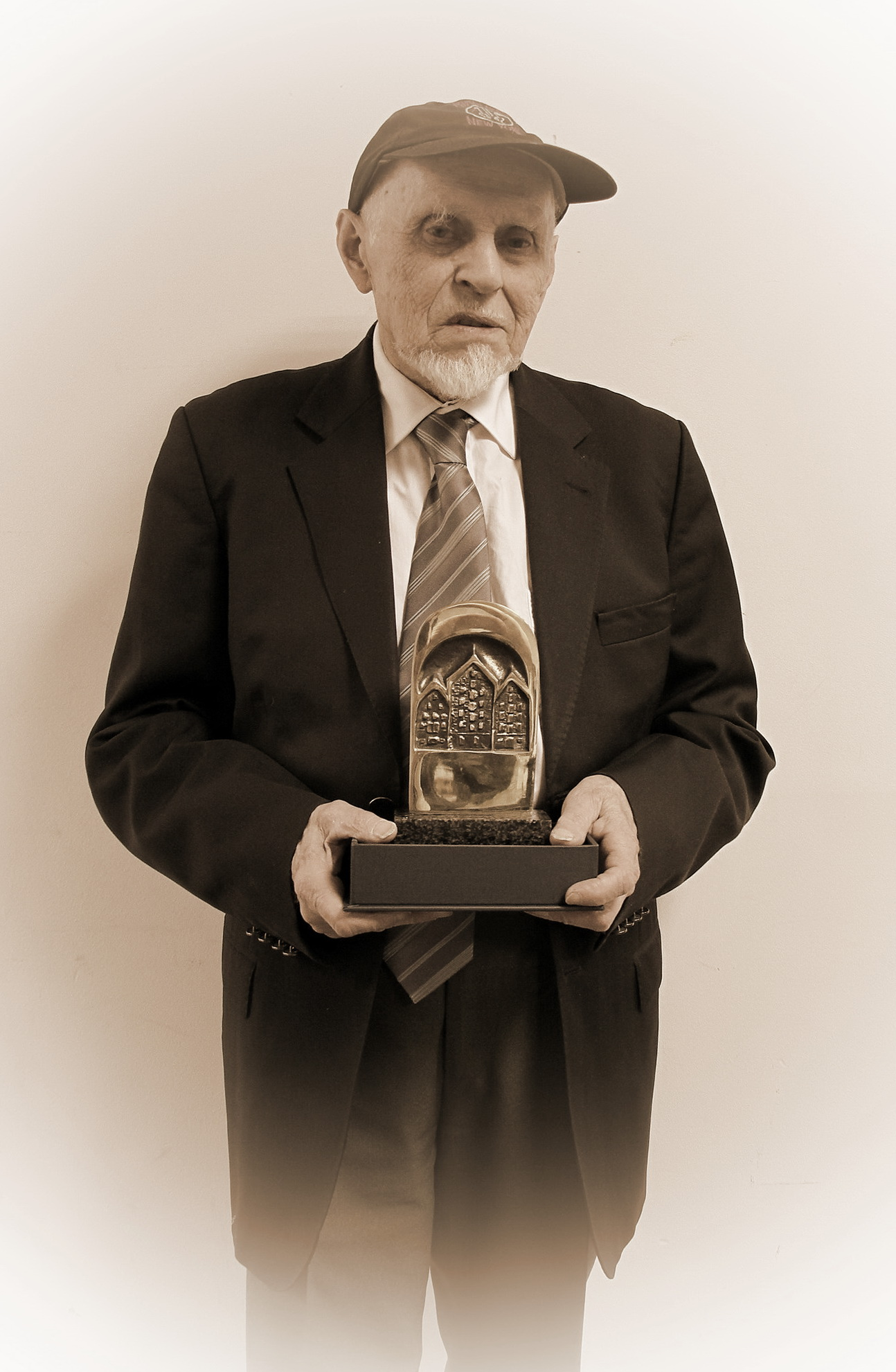
Jan Wróblewski (2017)

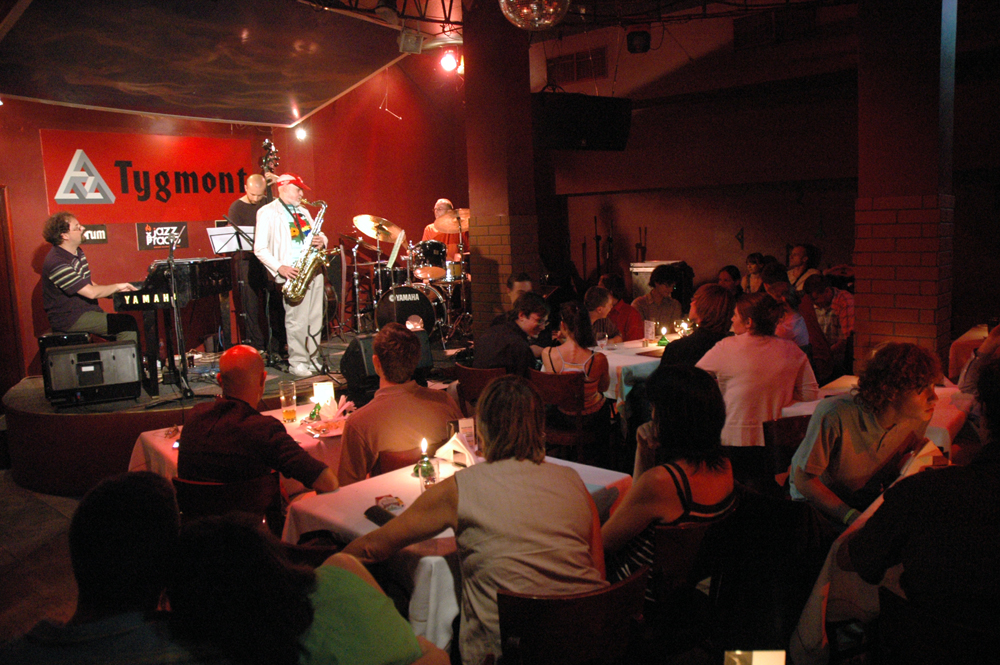
Wróblewski im Warschauer Jazz-Club Tygmont, 2006

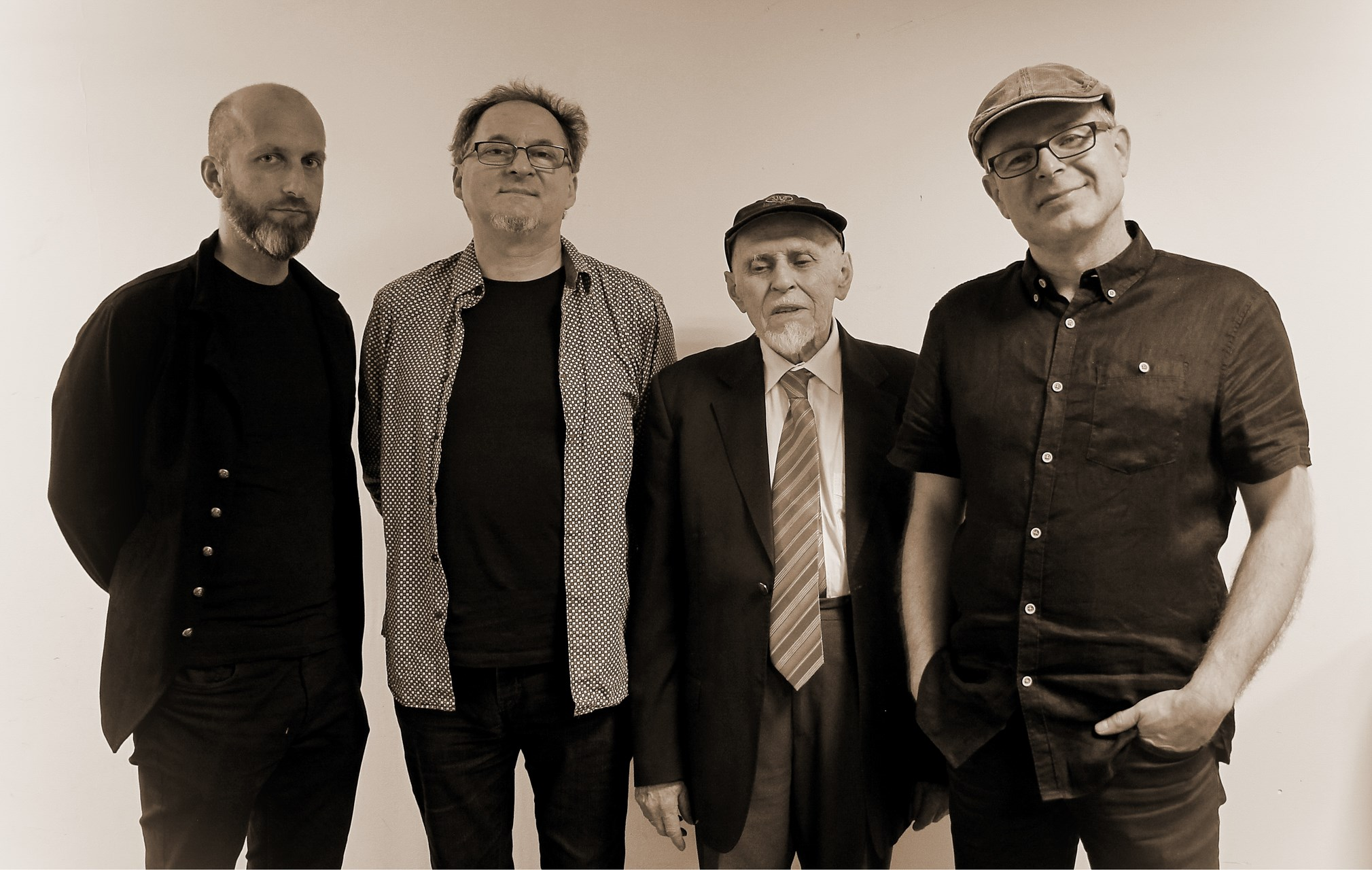
Jan Ptaszyn Wróblewski Quartet (2017)

Jan „Ptaszyn“ Wróblewski (* 27. März 1936 in Kalisz; † 7. Mai 2024 in Warschau) war ein polnischer Jazzmusiker, Komponist, Arrangeur und Dirigent sowie Journalist und Musikkritiker.
Der Tenor- und Baritonsaxophonspieler hat diverse Bands gegründet und seit den 1970er Jahren Radiosendungen zum Thema Jazz moderiert. Jan Wróblewski wird als einer der herausragenden polnischen Nachkriegs-Jazzmusiker gesehen. Als Filmkomponist hat er Filme wie Herr Anatol sucht eine Million („Pan Anatol szuka miliona“) oder Es lebe die Liebe („Niech żyje miłość“) musikalisch untermalt; auch hat er Popularmusik geschrieben für Künstler wie Ewa Bem, Łucja Prus, Maryla Rodowicz und Andrzej Zaucha. Er war ferner Komponist von sinfonischen Konzertwerken und seit 1999 Ehrenbürger seiner Geburtsstadt Kalisz.

## Biographie
Jan Wróblewski stammte aus einer Anwaltsfamilie und verfolgte neben seiner schulischen Bildung bereits in jungen Jahren das Klavier- und Klarinettespielen in der Musikalischen Grundschule Kalisz. Als Jugendlicher spielte er in einer Jazzband. Sein Studium absolvierte Wróblewski zunächst an der Agrarwissenschaftlichen Fakultät der Technischen Universität Posen und später in Krakau an der dortigen Akademie der Musik. Während der Studienzeit in Poznań gründete er eine eigene Band und arbeitete musikalisch zusammen mit dem Quintett des Musikers Jerzy Milian.
1956 wurde Wróblewski in die Band Krzysztofs Trzcińskis eingeladen, später schloss er sich dem Komeda-Sextett als Baritonsaxofonist an. Die Auftritte mit dieser Band, zum Beispiel bei den Jazzfestivals in Sopot und bei Fernsehaufnahmen, galten als Grundlagen seines professionellen Wirkens.
Der entscheidende Wendepunkt in der Karriere Wróblewskis war das Vorspiel vor dem amerikanischen Jazzpromoter George Wein 1958, das Wróblewski eine Einladung als Musiker bei der International Newport Band einbrachte und ihn damit letztlich zum ersten polnischen Jazzmusiker machte, der auf dem Newport Jazz Festival mit der International Youth Band unter der Leitung von Marshall Brown auftrat. Dieser Auftritt wurde auch im Film Jazz on a Summer's Day dokumentiert. Nach diesem entscheidenden Konzert trat die Band in vielen Städten der USA auf und anschließend auch in Europa, Indien, Afrika und Asien.
In den Jahren von 1968 bis 1978 war Wróblewski als Leiter des Jazzstudios des Polnischen Radios tätig, wo er mit Musikern wie Zbigniew Namysłowski, Janusz Muniak, Włodzimierz Nahorny, Tomasz Stańko, Bronisław Suchanek oder Janusz Stefański aufnahm. Die Zusammenarbeit mit Willis Conover führte zur Entstehung der Sendung 3 kwadranse jazzu, die ab 1970 bis zu seinem Tod ununterbrochen von Wróblewski moderiert wurde. Ferner stand Wróblewskis Name auch für die Unterstützung junger ambitionierter Musiker bei zahlreichen Workshops in Polen und anderen Ländern.
Jan Wróblewski war während seiner Karriere Mitglied der folgenden Bands oder hat diese gegründet:
- Jazz Believers (1958–1959, mit Wojciech Karolak und Krzysztof Komeda)
- Kwintet Andrzeja Kurylewicza (1960–1961)
- Polish Jazz Quartet (1963–1966)
- Mainstream (1973–1977)
- SPPT Chałturnik (1970–77)
- Kwartet Ptaszyna Wróblewskiego (1978–1984)
- Made in Poland (ab 1993)

Wróblewski ist der Komponist der folgenden klassischen Werke:
- Wariant Warszawski (Konzert für Orchester)
- Maesteso cobinato (Konzert für Baritonsaxophon und Orchester)
- Czytanki na orkiestrę (Suite)

## Diskographie
- 1956 Sextet Komedy: Festiwal Jazzowy Sopot
- 1958 All Stars Swingtet
- 1958 Jazz Believers
- 1958 Newport International Youth Band
- 1960 Quintet Ptaszyna Wróblewskiego
- 1960 Jazz Jamboree’60
- 1961 Jazz Outsiders
- 1961 Kwintet Jerzego Miliana + Jan Ptaszyn Wróblewski
- 1961 Jazz Jamboree’61
- 1962 Ballet Etudes: The Music of Komeda
- 1963 Kwintet Andrzeja Kurylewicza
- 1964 Polish Jazz Quartet
- 1965 Ptaszyn Wróblewski Quartet
- 1965 Jazz Jamboree’65
- 1969 Studio Jazzowe Polskiego Radia
- 1973 Sprzedawcy glonów
- 1975 SPPT Chałturnik i Andrzej Rosiewicz
- 1976 Skleroptak
- 1977 Mainstream
- 1977 Kisa Magnusson & Mainstream
- 1978 Jam Session w Akwarium 1
- 1980 Z lotu Ptaka
- 1983 New Presentation
- 1989 Jan Ptaszyn Wróblewski: Polish Jazz
- 1993 Made in Poland
- 1993 Czwartet-Live In Hades
- 1998 Henryk Wars Songs